# ستيلا جيتز
ستيلا جيتز (بالنرويجية البوكمول: Stella Getz)‏ هي مغنية نرويجية، ولدت في 10 أكتوبر 1976 في تروندهايم في النرويج.

## وصلات خارجية
- ستيلا جيتز على موقع ميوزك برينز (الإنجليزية)
- ستيلا جيتز على موقع أول ميوزيك (الإنجليزية)
- ستيلا جيتز على موقع ديسكوغز (الإنجليزية)